# Lupón
Lupón es un municipio filipino de primera categoría, situado en la parte sudeste de la isla de Mindanao. Forma parte de  la provincia de Dávao Oriental situada en la Región Administrativa de Dávao (en cebuano Rehiyon sa Davao), también denominada Región XI. Para las elecciones está encuadrado en el Segundo Distrito Electoral.

## Barrios
El municipio  de Lupón se divide, a los efectos administrativos, en 21 barangayes o barrios, conforme a la siguiente relación:
| - Bagumbayán - Cabadiangán - Calapagán - Cocornón | - Corporación - Don Mariano Marcos - Ilangay - Langka | - Lantaguán - Limbahan - Macangao - Magsaysay | - Mahayahay - Maragatas - Marayag - Nuevas Visayas | - Población - San Isidro - San José - Tagboa - Tagugpo |

## Historia
El municipio de Lupón de 1948. Su primer alcalde fue Teodoro Panuncialman.